# Cusina
Cusina (m. janeiro de 563), segundo Coripo, Cutzinas (em grego: Κουτζίνας; romaniz.: Koutzínas), segundo Procópio, ou Cutzines (em grego: Κουτζίνης; romaniz.: Koutzínes) segundo Teófanes, o Confessor, foi um líder tribal berbere dos mastrácios que desempenhou um importante papel nas guerras do Império Bizantino contra as tribos berberes na África em meados do século VI, lutando contra e pelos bizantinos. Um acérrimo aliado bizantino durante os últimos estágios da rebelião berbere, permaneceu um vassalo imperial até ser assassinado em 563 pelo novo governador bizantino da Prefeitura pretoriana da África.

## Biografia

Localização do monte Aurásio (atual Orés) na Argélia

Cusina foi de origem mista: seu pai era berbere, enquanto sua mãe veio da população romanizada do Norte da África. Após a reconquista da região pelo Império Bizantino na Guerra Vândala (533–534), várias revoltas das tribos berberes nativas eclodiram nas províncias locais. Cusina é mencionado pelo historiador e testemunha ocular Procópio de Cesareia como um dos líderes da rebelião na província de Bizacena, junto com Esdilasas, Medisiníssas e Jurfutes. Na primavera de 535, contudo, os rebeldes foram derrotados pelo comandante militar bizantino Salomão nas batalhas de Mames e Burgaão, e Cusina foi forçado a fugir para o monte Aurásio, a leste na Numídia , onde procurou a proteção do líder berbere local, Jaudas. Sumiu do registro até 544, quando foi citado pelo poema épico João (Iohannis) do escritor romano-africano Flávio Crescônio Coripo como aliado bizantino e amigo de Salomão. Naquele ano, a rebelião berbere, suprimida por Salomão após a pacificação das tribos do monte Aurásio em 540, irrompeu na Tripolitânia e rapidamente espalhou para Bizacena, onde os berberes amotinaram sob a liderança de Antalas. Desta vez Cusina opôs-se à revolta, e trouxe seu próprio povo, os mastrácios (a leitura do nome é incerta) para o lado do exército bizantino. No mesmo ano, Salomão foi morto em batalha, e pelo ano seguinte a posição bizantina na África desintegrou-se diante dos rebeldes.

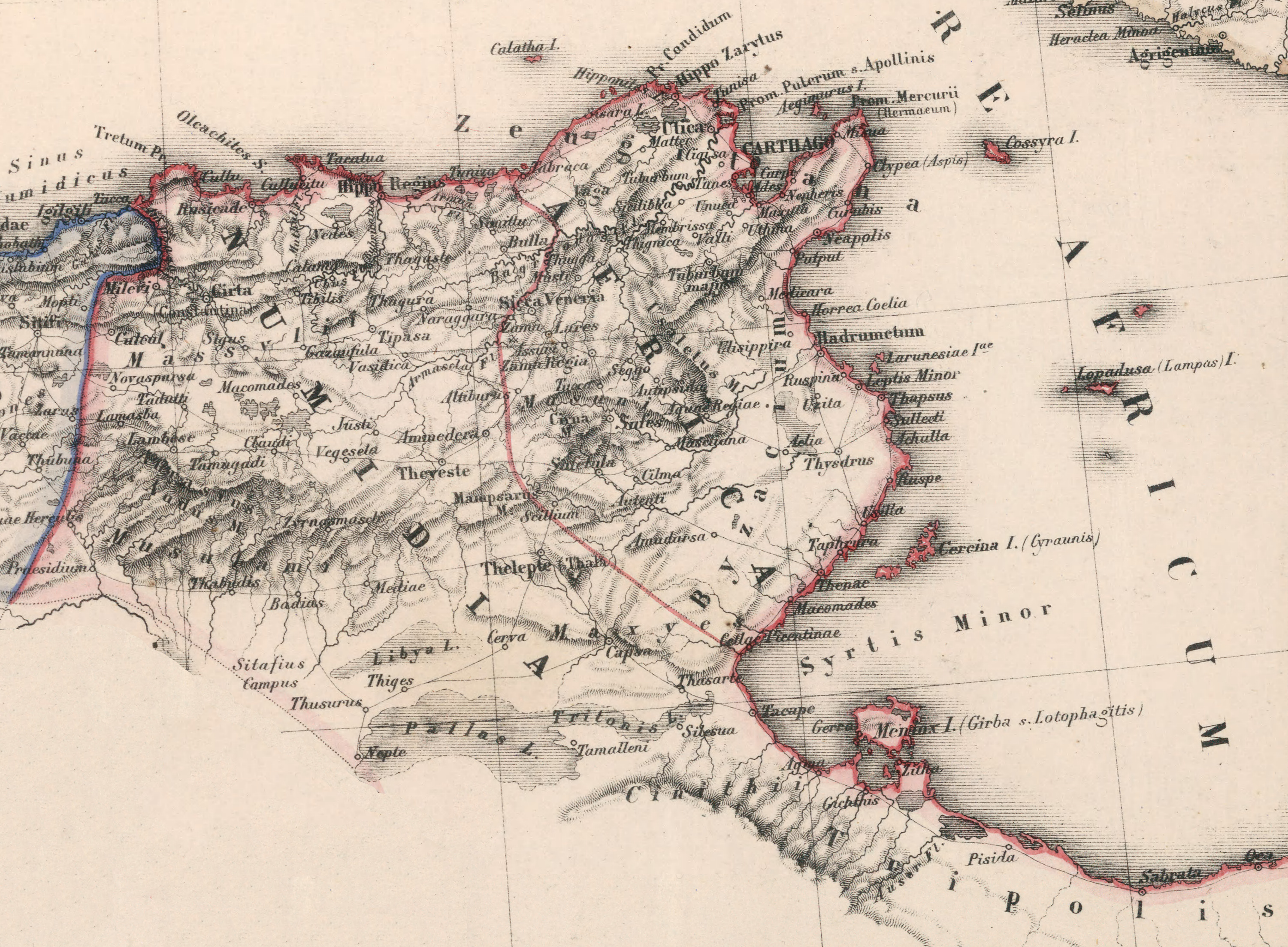
África romana, com as províncias de Bizacena, Zeugitânia e Numídia

No fim de 545, Cusina e Jaudas juntaram-se a Antalas na marcha contra Cartago, a capital e principal fortaleza do governo imperial na África. Cusina secretamente negociou com o governador Areobindo para trair Antalas quando a batalha iniciasse; Areobindo, no entanto, revelou isso a Guntárico, o comandante que estava em contato com Antalas e planejava trair o governador. Para conseguir tempo, Guntárico aconselhou que Areobindo tomasse os filhos de Cusina como reféns. No evento, Guntárico lançou uma revolta em Cartago que Areobindo falhou em suprimir, resultando em sua execução e a usurpação do governo por Guntárico. Após seus planos serem revelados por Guntárico para Antalas, Cusina mudou de lado mais uma vez e aliou-se com o primeiro, dando sua mãe e filho como reféns. Junto com o comandante armênio Artabanes, foi enviado para perseguir Antalas, alcançando uma vitória sobre as forças rebeldes perto de Hadrumeto.
No inverno de 546/7, quando chegou João Troglita, o novo governador e comandante-em-chefe, Cusina e seus apoiantes juntaram-se a ele e participaram na expedição que causou a derrota e submissão de Antalas. Logo depois, recebeu o posto militar supremo de mestre dos soldados. No verão, acompanhou Troglita na campanha contra as tribos tripolitanas sob Carcasão. Antes da Batalha de Marta, advogou atacar as forças rebeldes, mas o exército bizantino foi pesadamente derrotado por Carcasão e Antalas, que mais uma vez ergueu-se em revolta. No mesmo inverno, confrontou outro líder berbere pró-bizantino, Ifisdaias. A disputa deles ameaçou entornar num conflito armado aberto, mas a intervenção de Troglita evitou isso e João efetuou a reconciliação entre eles.
Na primavera de 548, participou em outra campanha de Troglita, de acordo com Coripo como chefe de não menos que 30 mil homens, divididos em unidades de mil soldados, cada qual comandada por um duque berbere. O número talvez também incluía tropas bizantinas colocadas sob comando dele. Na campanha, ele e os demais líderes berberes foram cruciais na supressão dum quase motim das tropas bizantinas devido a estratégia de terra queimada de Antalas. O inabalável apoio dos berberes permitiu que Troglita superasse a crise e liderasse seu exército contra as forças de Carcasão e Antalas. Cusina lutou na Batalha dos Campos de Catão, que foi uma decisiva vitória bizantina: Carcasão caiu, e a revolta berbere foi esmagada, com Antalas e os líderes sobreviventes se submetendo a Troglita. Depois disso, Cusina permaneceu como vassalo, recebendo pagamento regular das autoridades bizantinas. Em janeiro de 563, no entanto, o prefeito pretoriano João Rogatino recusou-se a pagá-lo, e quando Cusina foi coletar seu pagamento acabou assassinado. Como consequência, seus filhos rebelaram-se.